# Romuald Pitera
Romuald Konrad Pitera, ps. „Lutczak”, „Ratepi” (ur. 7 stycznia 1901 w Szufnarowej, zm. 9 grudnia 1967 w Warszawie) – polski pisarz, redaktor, działacz gospodarczy, uczestnik powstań śląskich, kapitan Polskich Sił Zbrojnych.

## Życiorys
Urodził się 7 stycznia 1901 roku w Szufnarowej. Po ukończeniu tamtejszej szkoły ludowej uczęszczał do Gimnazjum w Jaśle, skąd w wyniku zajścia z nauczycielem był zmuszony przenieść się w 1917 roku do II Gimnazjum w Rzeszowie. Na początku VIII klasy wystąpił ze szkoły, po czym brał udział w walkach z Ukraińcami pod Lwowem, a maturę zdał w systemie wojennym.
W latach 1916–1918 był członkiem Polskiej Organizacji Wojskowej. Od 1 listopada 1918 roku do 9 września 1919 roku służył jako ochotnik w baterii zapasowej 1 Pułku Artylerii Polowej Legionów. Brał udział w wojnie polsko-ukraińskiej – w walkach m.in. pod Przemyślem, Lwowem i nad Zbruczem. W 1919 roku został zdemobilizowany i pojął studia na Wydziale Budowy Maszyn Politechniki Lwowskiej.
Był organizatorem pomocy lwowskich studentów dla Górnego Śląska. W maju 1920 roku przybył do Bytomia jako delegat studentów lwowskich. Od lipca do września tego samego roku pełnił funkcję adiutanta komendanta Polskiej Organizacji Wojskowej Górnego Śląska okręgu gliwickiego Stanisława Mastalerza. Był uczestnikiem II i III powstania śląskiego, a także był działaczem plebiscytowym. Podczas II powstania śląskiego służył jako adiutant na powiat toszecko-gliwicki, a następnie jako adiutant na powiat katowicki w Dowództwie Obrony Plebiscytu. W trakcie III powstania śląskiego był szefem sztabu i adiutantury w 1 Katowickim Pułku Piechoty pod dowództwem Walentego Fojkisa, a od czerwca 1921 roku zastępcą dowódcy pułku, któremu przejściowo dowodził w walkach pod Górą św. Anny.
Po okresie powstań i plebiscytu wrócił na studia, które ukończył w 1925 roku. Po studiach podjął pracę w Górnośląskim Towarzystwie Przemysłowym w Warszawie, natomiast od 1934 roku pracował w spółce akcyjnej Wspólnota Interesów Górniczo-Hutniczych w Katowicach – dwa lata później został jej przedstawicielem na województwo śląskie. Współpracował z wojewodą Michałem Grażyńskim. Działał w Związku Powstańców Śląskich i Związku Peowiaków na Śląsku. Był założycielem Ochotniczych Drużyn Robotniczych w Katowicach, a także współtwórcą kabaretu literackiego „Rarytas”, otwartego w 1934 roku w Katowicach.
Na początku II wojny światowej, podczas kampanii wrześniowej we wrześniu 1939 roku brał udział w walkach jako porucznik rezerwy w szeregach Armii „Kraków”, najpierw w 76, a następnie w 86 Pułku Piechoty. Po ucieczce z niewoli niemieckiej przedostał się do Francji. Dostał przydział do 6 batalionu Centrum Szkół Piechoty w Coëtquidan. Po upadku Francji w 1940 roku i ewakuacji wojsk polskich do Wielkiej Brytanii, od 1941 roku służył w 2 Batalionie 1 Samodzielnej Brygady Strzelców w Szkocji, a następnie w 3 Batalionie 1 Dywizji Grenadierów jako dowódca plutonu przeciwpancernego. Od 1944 roku pracował w Centralnym Wyszkoleniu Grup Technicznych w Edynburgu. 1 stycznia 1945 roku został awansowany na kapitana.
Na początku lutego 1946 roku wrócił do Polski. Podjął pracę w Państwowym Przedsiębiorstwie Składów Żelaza w Bytomiu, a następnie został zastępcą dyrektorem naczelnym w katowickim „Centrostalu” (bądź jego zastępcą). W lipcu 1949 roku został aresztowany pod zarzutem szpiegostwa i skazany na osiem lat więzienia. W 1951 roku w wyniku rewizji procesu został zwolniony. Podjął pracę jako inżynier w przedsiębiorstwie urządzeń dźwigowych, a w 1957 roku zaczął pracę w Wydawnictwie „Śląsk”, a rok później w katowickiej redakcji „Słowa Powszechnego”. W 1959 roku przeniósł się do Warszawy. W latach 1959–1962 był dyrektorem Instytutu Wydawniczego „Pax”, po czym pracował tam jako redaktor aż do emerytury w 1966 roku. W 1964 roku został członkiem Związku Literatów Polskich.
Zmarł 9 grudnia 1967 roku w Warszawie. Pochowany został na Powązkach Wojskowych (kwatera II B 24, rząd 5, grób 4).

## Twórczość
Pisał powieści autobiograficzne, wspomnienia, a także tłumaczył z języka angielskiego. Najsilniej literacką twórczość prowadził w okresie studenckim, wojskowym w Szkocji oraz po 1957 roku. Debiutował natomiast w 1922 roku opowiadaniami satyrycznymi drukowanymi na łamach „Kuriera Lwowskiego”, a w latach 1927–1930 pisywał utwory satyryczne do „Polski Zachodniej”.
Wybrane dzieła:
- Romuald Pitera, Czy Hitler mógł zdobyć Londyn?, Warszawa: Instytut Wydawniczy „Pax”, 1962, s. 49 (pol.).
- Romuald Pitera, Życie na wyrost, Warszawa: Instytut Wydawniczy „Pax”, 1962, s. 397 (pol.).
- Romuald Pitera, Podróżni z bronią, Warszawa: Instytut Wydawniczy „Pax”, 1962, s. 249 (pol.).
- Romuald Pitera, Gniew, Warszawa: Wydawnictwo Ministerstwa Obrony Narodowej, 1965, s. 338 (pol.).
- Romuald Pitera, Winnica Joanny, Warszawa: Ludowa Spółdzielnia Wydawnicza, 1965, s. 233 (pol.).
- Romuald Pitera, Samotny oddział, Warszawa: Wydawnictwo Ministerstwa Obrony Narodowej, 1968, s. 262 (pol.).
- Romuald Pitera, Trzynaście dni, Warszawa: Ludowa Spółdzielnia Wydawnicza, 1968, s. 212 (pol.).

## Życie prywatne
Pochodził z rodziny nauczycielskiej. Był synem Andrzeja Pitery i Marii z domu Pawelec. 11 lipca 1925 roku poślubił Jadwigę z d. Sroczyńska (1902–1991). Miał z nią trójkę dzieci: Marię Magdalenę (1926–2000), lekarkę Barbarę (1928–2007) oraz plastyka Andrzeja (1935–2017).
W opinii oficerskiej z lutego 1941 roku został scharakteryzowany jako „wybitnie inteligentny, umysł życzliwy, ruchliwy […], charakter ustalony, spokojny, wyjątkowy spryt, skrupulatny, towarzyski”.

## Ordery i odznaczenia
- Krzyż Niepodległości[3]
- Krzyż Walecznych[3]
- Śląski Krzyż Powstańczy (1947)[3]
- Krzyż Oficerski Orderu Odrodzenia Polski (1966)[3][8]

## Upamiętnienie
- Ulica Romualda Pitery w Katowicach, na terenie dzielnicy Dąbrówka Mała[11].
- Ulica Romualda Pitery w Strzyżowie[12].